# Mehdi Meriah
Pour les articles homonymes, voir Mehdi.
Mehdi Meriah (arabe : مهدي مرياح), né le 5 juin 1979 à l'Ariana, est un joueur de football tunisien.
Il joue au poste de défenseur gauche avec l'équipe de Tunisie. Il mesure 1,81 m pour 77 kg.

## Carrière

### Clubs
- 1998-1999 : Club africain (Tunisie)
- 1999-2000 : Association sportive de l'Ariana (Tunisie)
- 2000-2002 : Association sportive de Djerba (Tunisie)
- 2002-2003 : El Gawafel sportives de Gafsa (Tunisie)
- 2003-2006 : Union sportive monastirienne (Tunisie)
- 2006-2009 : Étoile sportive du Sahel (Tunisie)
- 2009-2012 : Club africain (Tunisie)

### Équipe nationale
Il compte cinq matchs au sein de la sélection tunisienne, notamment :
- contre l'équipe d'Uruguay le 2 juin 2006 ;
- contre l'équipe de Maurice le 16 juin 2007 ;
- contre l'équipe de Zambie le 8 janvier 2008.

Convoqué pour participer à la coupe du monde 2006 avec l'équipe de Tunisie, il se blesse et rate la compétition. Il est également présent lors de la CAN 2008 mais ne participe à aucune rencontre.

## Palmarès
- Vainqueur de la coupe de la CAF : 2006
- Championnat de Tunisie : 2007
- Vainqueur de la Ligue des champions de la CAF : 2007
- Demi-finaliste de la coupe du monde des clubs : 2007
- Vainqueur de la Supercoupe d'Afrique : 2007